# Brian Hyland
 Brian Hyland (Woodhaven, 1943. november 12. –), amerikai popénekes.

## Pályafutása
New York Queens kerületének Woodhaven negyedében született.
Az 1960-as években igen sikeres gitáros popénekes és zenész volt. Noha a tizenéves bálvány sikere később elhalványult, számos országos hatású albumot adott ki, és karrierje során további slágereket gyártott.
Hyland kölyökkutya-szerelmes popja gyakorlatilag definiálta a rágógumi-hangzás érzelgősségét a Beatles előtti korban.

## Albumok
1961: The Bashful Blond

1962: Let Me Belong to You

1962: Sealed with a Kiss

1963: Country Meets Folk

1964: Here's to Our Love

1965: Rockin' Folk

1966: The Joker Went Wild

1967: Tragedy

1967: Young Years (a reissue of Here's to Our Love)

1969: Stay and Love Me All Summer

1970: Brian Hyland

1977: In a State of Bayou

1987: Sealed with a Kiss

1994: Greatest Hits

2002: Blue Christmas

2006: Bashful Brond//Let Me Belong to You

2007: Basic Lady

2007: Rockin' Folk/Joker Went Wild

2007: Country Meets Folk/Here's to Our Love

2009: Triple Threat Vol. 1

2010: Triple Threat Vol. 2

2010: Another Blue Christmas (EP)

2011: Triple Threat Vol. 3

2014: Sealed With a Kiss and All the Greatest Hits; 1960-1962

2015: Philips Years & More; 1964-1968